# Iotrochota pella
Iotrochota pella är en svampdjursart som beskrevs av de Laubenfels 1954. Iotrochota pella ingår i släktet Iotrochota och familjen Iotrochotidae.
Artens utbredningsområde är havet kring Mikronesien. Inga underarter finns listade i Catalogue of Life.